# VR-Bank Alb-Blau-Donau
Die VR-Bank Alb-Blau-Donau eG ist eine deutsche Genossenschaftsbank mit Sitz in der baden-württembergischen Stadt Ehingen im Alb-Donau-Kreis.

## Geschichte
Die heutige VR-Bank Alb-Blau-Donau eG ist im Jahre 2021 aus der Fusion der Raiffeisenbank Ehingen-Hochsträß eG mit dem Sitz in Ehingen (Donau) mit der Volksbank Blaubeuren eG mit dem Sitz in Blaubeuren entstanden.
Die ehemalige Volksbank Blaubeuren wurde am 25. Juli 1869 als Genossenschaftsbank in Blaubeuren gegründet. Mit Eintragungsdatum vom 14. November 1924 wurde die damalige Genossenschaftsbank in Ehningen (Donau) gegründet.
Die ehemalige Volksbank Blaubeuren eGmbH fusionierte im Jahr 1968 mit der Genossenschaftsbank Gerhausen eGmbH mit dem Sitz in Gerhausen und 1972 mit der Spar- und Darlehnskasse Sonderbuch eGmbH mit dem Sitz in Sonderbuch. Die Raiffeisenbank Wippingen eG mit dem Sitz in Wippingen fusionierte im Jahr 1980 mit der Volksbank Blaubeuren, gefolgt von der Raiffeisenbank Asch eG mit dem Sitz in Asch und der Raiffeisenbank Seißen eG mit dem Sitz in Seißen im Folgejahr.
Die Raiffeisenbank Ehingen-Hochsträß eG fusionierte zuvor im Jahr 2016 mit der Raiffeisenbank Dellmensingen eG mit dem Sitz in Dellmensingen und entstand im Jahr 2008 aus der Fusion der Raiffeisenbank Ehingen eG mit dem Sitz in Ehingen (Donau) mit der Raiffeisenbank Hochsträß eG mit dem Sitz in Oberdischingen. Im Jahr 2005 fusionierte die damalige Raiffeisenbank Ehingen eG mit der Raiffeisenbank Obermarchtal eG mit dem Sitz in Obermarchtal.
Die ehemalige Raiffeisenbank Dellmensingen eGmbH fusionierte 1969 mit der Spar- und Darlehnskasse Stetten eGmbH mit dem Sitz in Stetten. Die Spar- und Darlehnskasse Reutlingendorf eGmbH mit dem Sitz in Reutlingendorf fusionierte im Jahr 1967 mit der damaligen Raiffeisenbank Obermarchtal eGmbH.
Die ehemalige Raiffeisenbank Hochsträß eG mit damaligem Sitz in Pappelau fusionierte im Jahr 1999 mit der Raiffeisenbank Oberdischingen-Donaurieden eG mit dem Sitz in Oberdischingen. In diesem Zuge wurde der Sitz nach Oberdischingen verlegt. Die Raiffeisenbank Oberdischingen-Donaurieden eG entstand im Jahr 1978 aus der Fusion der Raiffeisenbank Donaurieden eG mit dem Sitz in Donaurieden mit der Raiffeisenbank Oberdischingen eG mit dem Sitz in Oberdischingen.
Durch die Fusion der Genossenschaftsbank Pappelau eGmbH mit dem Sitz in Pappelau im Jahr 1969 mit der Spar- und Darlehnskasse Markbronn eGmbH mit dem Sitz in Markbronn entstand die damalige Raiffeisenbank „Hochsträß“ Pappelau eGmbH mit Sitz in Pappelau. Diese fusionierte dann anschließend im Jahr 1971 mit der Raiffeisenbank Ringingen eGmbH mit dem Sitz in Ringingen und firmierte dann um in Raiffeisenbank Hochsträß eG.
Im Jahr 1964 fusionierte die Genossenschaftsbank Ehingen eGmbH mit der Spar- und Darlehnskasse Niederhofen eGmbH mit dem Sitz in Niederhofen, der Spar- und Darlehnskasse Altsteußlingen eGmbH mit dem Sitz in Altsteußlingen, der Spar- und Darlehnskasse Gamerschwang eGmbH mit dem Sitz in Gamerschwang, der Spar- und Darlehnskasse Herbertshofen eGmbH mit dem Sitz in Herbertshofen und der Spar- und Darlehnskasse Heufelden eGmbH mit dem Sitz in Heufelden. 1967 erfolgte dann die Fusion mit der Spar- und Darlehnskasse Schaiblishausen eGmbH mit dem Sitz in Schaiblishausen gefolgt von der Fusion mit der Spar- und Darlehnskasse Erbstetten eGmbH mit dem Sitz in Erbstetten, der Spar- und Darlehnskasse Mundingen eGmbH mit dem Sitz in  Mundingen und der Genossenschaftsbank Öpfingen eGmbH mit dem Sitz in Öpfingen im Jahr 1969 zur Raiffeisenbank Ehingen eGmbH. Mit der Raiffeisenbank Frankenhofen eGmbH mit dem Sitz in Frankenhofen wurde 1970 fusioniert.
Im Jahr 1978 fusionierte die Raiffeisenbank Ehingen eG dann mit der Raiffeisenbank Dächingen eG mit dem Sitz in Dächingen und im Jahr 1981 mit der Raiffeisenbank Nasgenstadt eG mit dem Sitz in Nasgenstadt, der Spar- und Darlehnskasse Granheim eG mit dem Sitz in Granheim und der Raiffeisenbank Griesingen eG mit dem Sitz in Griesingen. Die Raiffeisenbank Kirchen eG mit dem Sitz in Kirchen folgte anschließend im Jahr 1984.

## Rechtsverhältnisse
Die VR-Bank Alb-Blau-Donau eG ist im Genossenschaftsregister beim Amtsgericht Ulm unter GnR 490116 eingetragen.

## Organisationsstruktur
Rechtsgrundlagen sind das Genossenschaftsgesetz und die durch die Generalversammlung beschlossene Satzung. Organe der Bank sind der Vorstand, der Aufsichtsrat und die Generalversammlung.

## Sicherungseinrichtung
Die VR-Bank Alb-Blau-Donau eG ist der amtlich anerkannten Sicherungseinrichtung des Bundesverbandes der Deutschen Volksbanken und Raiffeisenbanken GmbH und der zusätzlichen freiwilligen Sicherungseinrichtung des Bundesverbandes der Deutschen Volksbanken und Raiffeisenbanken e.V. angeschlossen.

## Geschäftsausrichtung
Die VR-Bank Alb-Blau-Donau eG betreibt das Universalbankgeschäft. Zu den Geschäftsfeldern der Bank gehören Kundenservice, Anlage- und Vermögensberatung, Bauen & Wohnen, Finanzdienstleistungen sowie das Firmengeschäft. Im Verbundgeschäft arbeitet sie mit der DZ Bank, R+V Versicherung, Bausparkasse Schwäbisch Hall, Teambank, VR Smart Finanz, DZ Hyp und der Union Investment zusammen.

## Ausbildung
Bei der VR-Bank Alb-Blau-Donau eG können Schüler und Schülerinnen der Realschule sowie Abiturienten eine Ausbildung beginnen. Neben der klassischen Ausbildung zur Bankkauffrau bzw.  Bankkaufmann oder zum Finanzassistenten ist auch ein Duales Studium im Bankbereich möglich.

## Geschäftsgebiet
Das Geschäftsgebiet liegt im Osten des Alb-Donau-Kreises.
An diesen Orten betreibt die Bank Filialen:
- Ehingen (Donau) (Hauptstelle, jur. Sitz + 1 SB-Geschäftsstelle)
- Blaubeuren (Geschäftsstelle)
- Dächingen (Geschäftsstelle)
- Dellmensingen (Geschäftsstelle)
- Oberdischingen (Geschäftsstelle)
- Obermarchtal (Geschäftsstelle)
- Öpfingen (Geschäftsstelle)
- Ringingen (Geschäftsstelle)
- Pappelau (Geschäftsstelle)
- Wippingen (Geschäftsstelle)
- Herrlingen (SB-Geschäftsstelle)

Ebenfalls in Ehingen (Donau) mit sich angrenzendem Geschäftsgebiet ist die Donau-Iller Bank eG ansässig.